# Xã Norris, Quận Mellette, Nam Dakota
Xã Norris (tiếng Anh: Norris Township) là một xã thuộc quận Mellette, tiểu bang Nam Dakota, Hoa Kỳ. Năm 2010, dân số của xã này là 189 người.